# Ал Байда
Ал-Байда (арабски: البيضاء) е град, разположен в северноизточната част на Либия. Намира се на 200 km от Бенгази, вторият по големина град в страната.
През 1950 г. започва модернизирането на Ал-Байда, поради намеренията да стане бъдещата столица на Либия. Но впоследствие плановете за преместване на столицата от Триполи в Ал-Байда пропадат.
Климатът в Ал-Байда може да бъде определен като най-благоприятният в Либия. Зимата има продължителност от октомври до март, а температурите падат най-много до 5 °C.
Ал-Байда е главният град на Ал Джебал ал Ахдар, една от „шаабиите“ в Либия. Населението към 2008 г. е 206 180 души.

## Побратимени градове
- Каринтия, Австрия